# Achim Bornhak

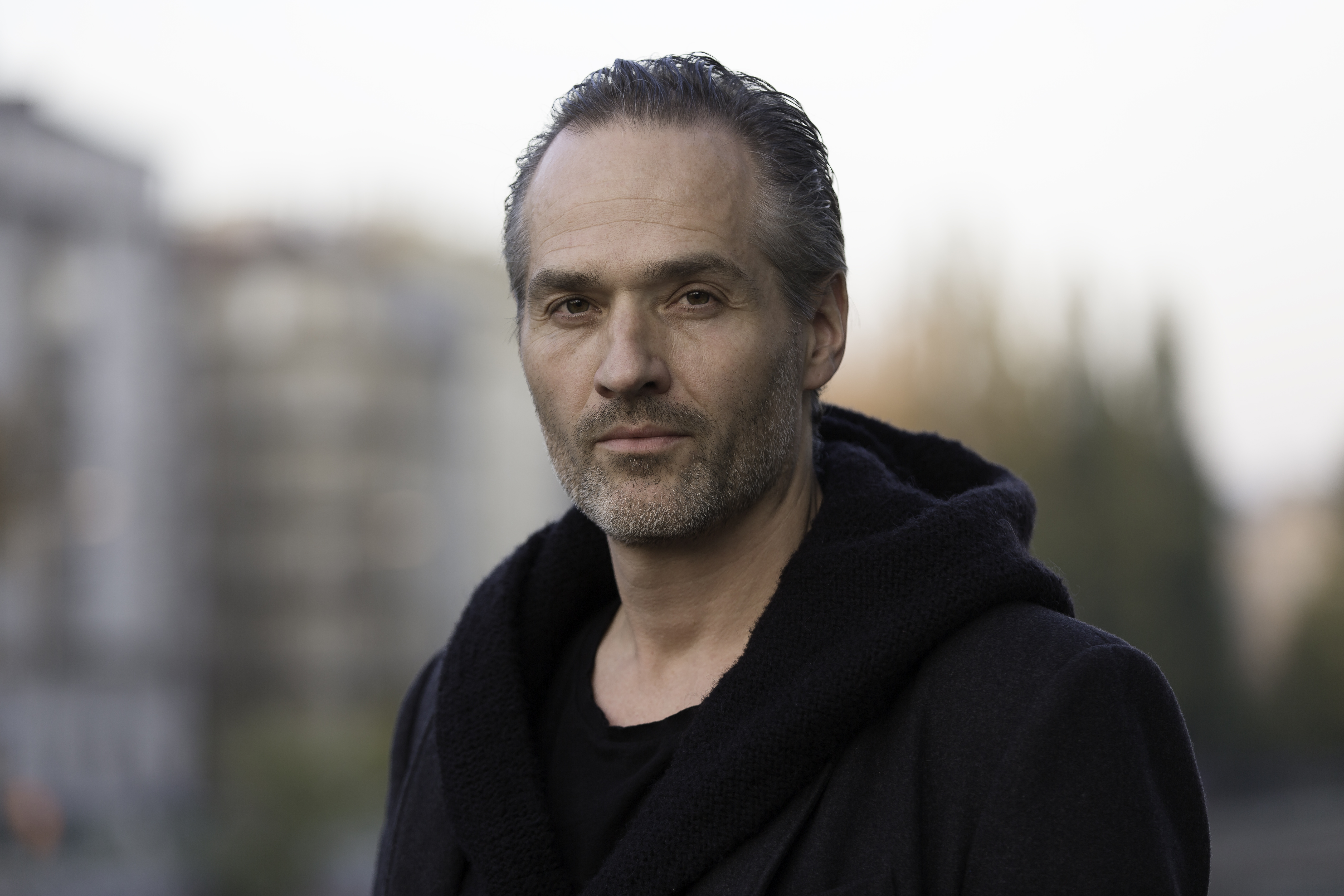
AKIZ (Viennale 2015)

Achim Bornhak (* 3. Januar 1969), Künstlername AKIZ, ist ein deutscher Film- und Fernsehregisseur.

## Leben
Bornhak begann als Filmvorführer und studierte später Regie an der Filmakademie Baden-Württemberg. Zwei seiner Kurzfilme, die im Rahmen seines Regiestudiums entstanden, wurden für den Studentenoscar nominiert.
1997 wurde sein Spielfilmdebüt Die Nacht der Nächte – School’s out für das Fernsehen produziert. 1999 zog der Regisseur nach Los Angeles. Bis 2004 inszenierte er Dokumentationen und freie Arbeiten. 2006 drehte er seinen ersten Kinospielfilm Das wilde Leben, der in zwei Kategorien für den Deutschen Filmpreis nominiert wurde. 2013 drehte er als AKIZ den Kinospielfilm Der Nachtmahr, der 2016 beim Filmfestival Max Ophüls Preis mehrfach ausgezeichnet wurde. Im Interview mit MasterCut erklärte Bornhak, dass er den Genrefilm vor allem aus eigenen Mitteln und durch das Geld privater Investoren ermöglichen konnte.
2020 veröffentlichte Bornhak den Roman "Der Hund" und wurde erstmals auch als Buchautor aktiv.
Bornhak ist darüber auch als Drehbuchautor, Bildhauer und Straßenkünstler bekannt. Er lebt und arbeitet in Berlin.

## Filmografie (Auswahl)
- 1990: Das Perpetuum Mobile, Kurzfilm
- 1990: Das Fenster, Kurzfilm
- 1991: Beep, Kurzfilm, arte
- 1992: Die Abenteuer des Roten Barons, Animationskurzfilm
- 1993: Slowfuck, Kurzfilm
- 1995: Marianengraben, 50 Min.
- 1996: John und Lucy, Kurzfilm
- 1997: Die Nacht der Nächte – School’s out, Fernsehfilm
- 1998: Operation Noah, Fernsehfilm
- 2007: Das wilde Leben, Kinofilm
- 2010: Painting Reality,[9] Kurzfilm, als AKIZ
- 2012: Frühling für Anfänger, Fernsehfilm
- 2015: Der Nachtmahr, Kinofilm, als AKIZ
- 2016: Shakespeares letzte Runde, Fernsehfilm

## Roman
- Der Hund, hanserblau, München 2020, ISBN 978-3-446-26599-8

## Hörbuch
- Der Hund, USM Audio, München 2020, ISBN 978-3-8032-9229-2, Sprecher: Leonard Hohm